# Fluorur d'estronci
El fluorur d'estronci és un sòlid cristal·lí blanc, trencadís i estable, el qual està constituït per fluor i estronci amb 
fórmula {\displaystyle SrF_{2}}.

## Propietats
És gairebé insoluble en aigua. Igual que en {\textstyle CaF_{2}} i {\textstyle BaF_{2}}, {\textstyle SrF_{2}} mostra conductivitat superiónica a temperatures elevades.
El fluorur d'estronci és transparent a la llum en les longituds d'ona de llum ultraviolada (150 nm) a l'infraroig (11 µm). Les seves propietats òptiques són intermèdies per fluorur de calci i fluorur de bari.

## Preparació
El fluorur d'estronci es prepara per reacció del clorur d'estronci amb gas fluor, o per acció de l'àcid fluorhídric en carbonat d'estronci. Es pot fer a través d'electrosíntesi usant gas fluor combinat amb clorurs d'estronci o àcid fluorhídric.

## Estructura
El sòlid adopta l'estructura de la fluorita. En la fase de vapor de la molècula d'{\textstyle SrF_{2}} és no lineal amb un angle F-Sr-F d'aproximadament 120 °. Aquesta és una excepció a la teoria RPECV que prediuen una estructura lineal. Alguns càlculs s'han citat a proposar que les contribucions dels orbitals en l'exterior per sota de la capa de valència són els responsables. Una altra proposta és que la polarització del nucli d'electrons de l'àtom d'estronci crea una distribució aproximadament tetraèdrica de càrrega que interactua amb els llaços Sr-F.

## Usos
El fluorur d'estronci s'utilitza com un material òptic per a una petita gamma d'aplicacions especials, per exemple, com un recobriment òptic de les lents i també com un vidre termoluminescent dosímetre. Un altre ús és com un portador d'estronci-90 radioisòtop en els generadors termoelèctrics de radioisòtops.

## Perills
Pot causar irritacions als ulls i la pell, i és perjudicial quan s'inhala o s'ingereix.
Així mateix, els que l'utilitzen han de tenir precaució amb la protecció per als ulls i han d'emprar guants.